# Катастрофа шаттла «Челленджер»
Катастрофа шаттла «Челленджер» произошла 28 января 1986 года, когда челнок в самом начале миссии STS-51L разрушился в результате взрыва внешнего топливного бака на 73-й секунде полёта, что привело к гибели всех 7 членов экипажа. Катастрофа произошла в 11:39 EST (16:39 UTC) над Атлантическим океаном близ побережья центральной части полуострова Флорида, США.

## Характер катастрофы

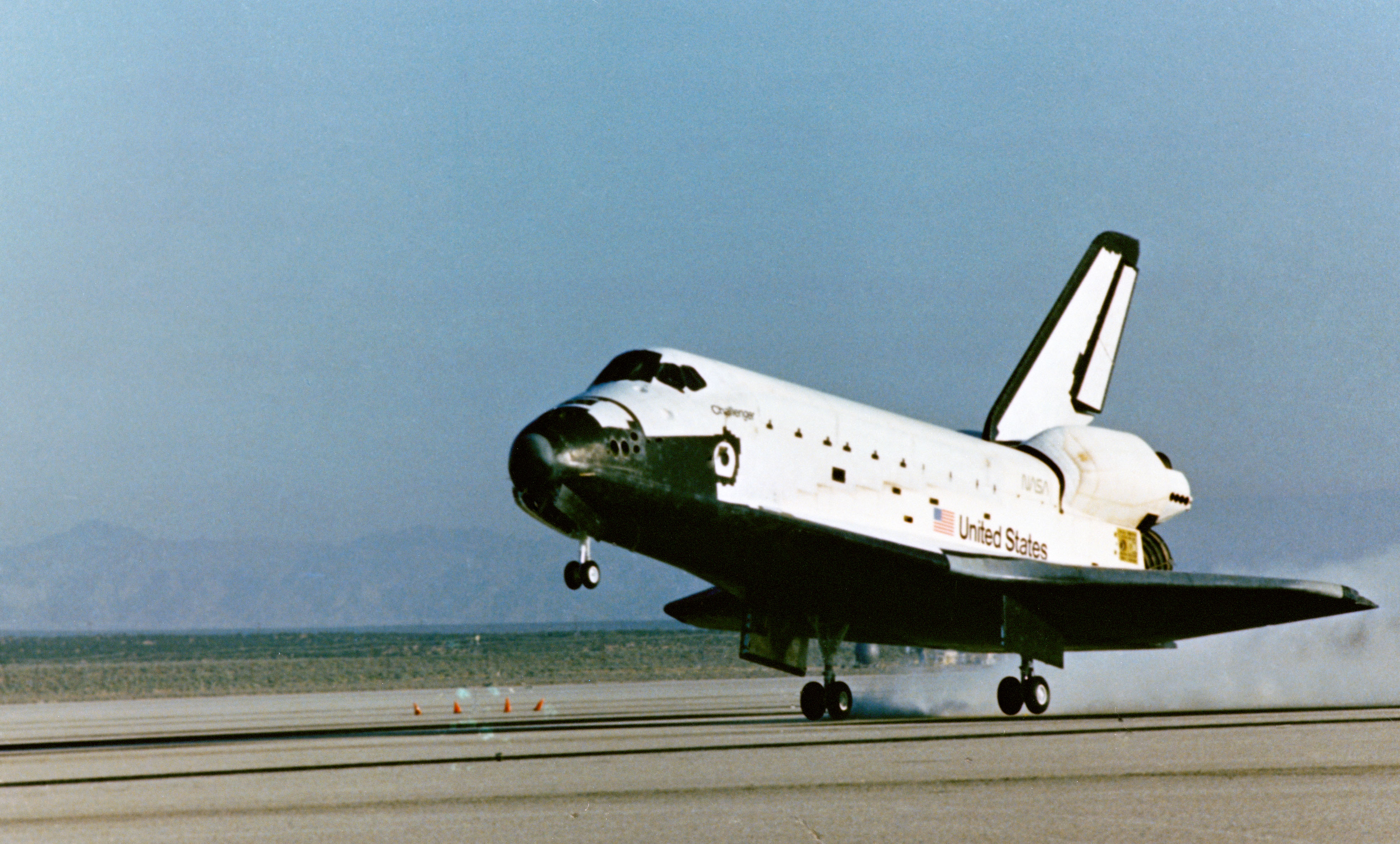
«Челленджер» в 1983 году

Разрушение летательного аппарата было вызвано повреждением уплотнительного кольца правого твердотопливного ускорителя при старте. Повреждение кольца стало причиной прогорания отверстия в боку ускорителя, из которого в сторону внешнего топливного бака била реактивная струя. Это привело к разрушению хвостового крепления правого твердотопливного ускорителя и несущих структур внешнего топливного бака. Элементы комплекса стали смещаться относительно друг друга. Разрушение внешнего топливного бака привело к возгоранию и взрыву компонентов топлива. Вопреки распространённому заблуждению, сам «шаттл» не взорвался, а разрушился в результате действия нештатных аэродинамических перегрузок. Мгновенного взрыва всего топлива также не произошло: горение компонентов топлива продолжалось ещё некоторое время после полного разрушения бака и самого челнока. Боковые ускорители уцелели и продолжали неуправляемый полёт, пока не были аварийно уничтожены командой с Земли. Кабина экипажа, герметичная и более прочная, чем орбитальный модуль в целом, также осталась целой, но, возможно, разгерметизировалась. Обломки челнока упали в Атлантический океан.
В результате поисково-спасательной операции со дна Атлантики были подняты многие фрагменты челнока, в том числе и кабина экипажа. Хотя точное время гибели экипажа неизвестно, выяснилось, что 3 его члена (Майкл Дж. Смит, Эллисон С. Онидзука и Джудит А. Резник) пережили разрушение «шаттла» и были в сознании — ими были включены персональные приборы подачи воздуха. Так как эти приборы подают воздух не под давлением, то в случае разгерметизации кабины экипаж мог потерять сознание. «Шаттлы» тогда не имели системы аварийного покидания, и шансов на спасение у экипажа не было. Астронавты не могли выжить при ударе жилого отсека о водную поверхность на скорости 333 км/ч, когда перегрузка достигла 200 g. Система аварийного спасения, разработанная и использовавшаяся после этой аварии, всё равно не смогла бы обеспечить выживание экипажа в условиях такой катастрофы — она предусматривала лишь возможность поочерёдного покидания экипажем челнока, находящегося в устойчивом горизонтальном полёте.

## Последствия
После катастрофы программа «шаттлов» была приостановлена на 32 месяца. Для расследования крушения президентом США Рональдом Рейганом была назначена специальная Комиссия под руководством отставного госсекретаря США Уильяма Пирса Роджерса (англ. William Pierce Rogers). Спустя несколько месяцев расследования Комиссия пришла к выводу, что определяющими факторами, приведшими к катастрофе, послужили недостатки корпоративной культуры и процедуры принятия решений НАСА. Руководителям НАСА с 1977 года было известно о потенциально опасных дефектах твердотопливных ускорителей, поставляемых подрядчиком «Morton Thiokol», однако они не обращали на это должного внимания. Они также пренебрегли предупреждениями конструкторов об опасности запуска корабля в условиях низких температур того утра (минус 1 °C) и не доложили вышестоящему начальству об этих опасениях. Комиссия Роджерса выдала НАСА девять предписаний, которые должно было выполнить для возобновления полётов шаттлов. Катастрофа стала предметом множества обсуждений в области безопасности полётов и порядочности на производстве. 

## Экипаж

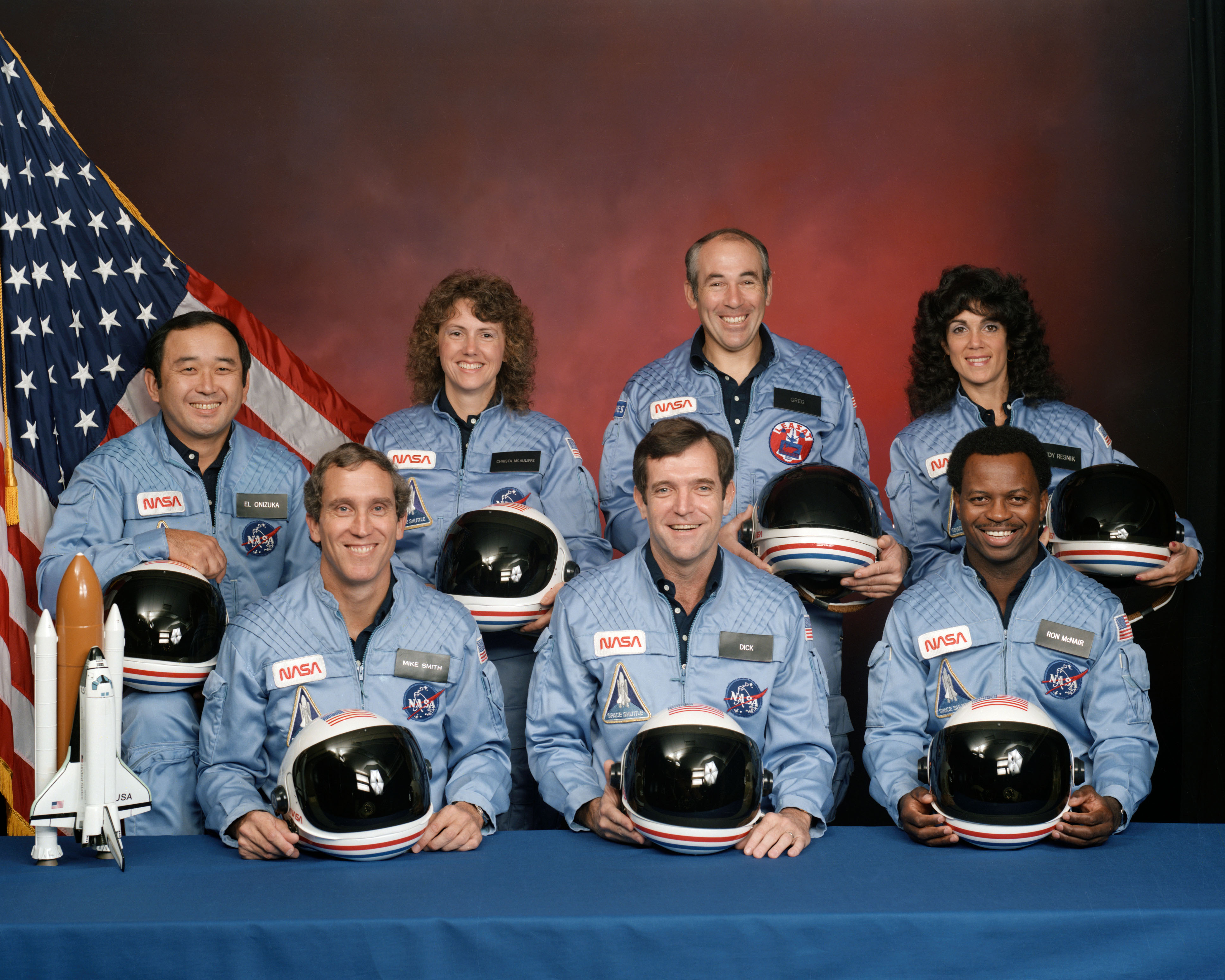
Экипаж STS-51L. Позади слева направо: Эллисон С. Онидзука, Шэрон Криста Маколифф, Грег Джарвис и Джуди Резник. Спереди слева направо: Майкл Дж. Смит, Дик Скоби и Рон Макнейр.
Официальный портрет НАСА от
15 ноября 1985 года.

Экипаж челнока «Челленджер» состоял из семи человек:
- Командир экипажа — 46-летний Фрэнсис «Дик» Р. Скоби (англ. Francis «Dick» R. Scobee)[4]. Военный лётчик США, подполковник ВВС США, астронавт НАСА[4]. Провёл в космосе 6 дней 23 часа 40 минут. Для него это был второй полёт на «Челленджере» — до этого он был в составе экипажа миссии STS-41C в качестве второго пилота.
- Второй пилот — 40-летний Майкл Дж. Смит (англ. Michael J. Smith)[4]. Лётчик-испытатель, капитан ВМС США, астронавт НАСА.
- Научный специалист — 39-летний Эллисон С. Онидзука (англ. Ellison S. Onizuka, яп. 鬼塚 承次)[4]. Лётчик-испытатель, подполковник ВВС США, астронавт НАСА. Провёл в космосе 3 дня 1 час 33 минуты. Для него это был второй полёт в космос — до этого он был в составе экипажа миссии STS-51C челнока «Discovery».
- Научный специалист — 36-летняя Джудит А. Резник (англ. Judith A. Resnik)[4]. Инженер и астронавт НАСА. Провела в космосе 6 дней 00 часов 56 минут. Для неё это был второй полёт в космос — до этого она была в составе экипажа миссии STS-41D челнока «Discovery».
- Научный специалист — 35-летний Роналд Э. Макнейр (англ. Ronald E. McNair)[4]. Физик, астронавт НАСА. Провёл в космосе 7 дней 23 часа 15 минут. Для него это был второй полёт на «Челленджере» — до этого он был в составе экипажа миссии STS-41B.
- Специалист по полезной нагрузке — 41-летний Грегори Б. Джарвис (англ. Gregory B. Jarvis)[4]. Инженер и астронавт НАСА. Для него это был первый полёт на «Челленджере».
- Специалист по полезной нагрузке — 37-летняя Шэрон Криста Корриган Маколифф (англ. Sharon Christa Corrigan McAuliffe)[4]. Учительница из Бостона, победившая в конкурсе[4]. Для неё это был первый полёт в космос в качестве первого участника проекта «Учитель в космосе»[англ.].

## Хронология событий

### Конструкционные недостатки

Разрез соединения двух секций твердотопливного ускорителя челнока:
,
,
,
,
,
,
,
,

Для старта каждого челнока использовались два твердотопливных ускорителя, состоящих из семи секций, шесть из которых попарно соединялись ещё на этапе изготовления. Полученные четыре части собирались воедино уже на космодроме Космического центра им. Джона Кеннеди в Здании вертикальной сборки. Заводские соединения секций покрывались асбесто-силикатным покрытием, а соединения, осуществлявшиеся на космодроме, закрывались двумя резиновыми уплотнительными кольцами (по результатам расследования причин катастрофы количество колец увеличили до трёх). Покрытие требовалось для того, чтобы исключить прорыв высокотемпературных газов и обеспечить нормальную работу ускорителя на всём этапе разгона.
На этапе разработки «Спейс шаттлов» в 1971 году в отчёте компании «McDonnell Douglas» обсуждалась безопасность использования твердотопливных ракет. Одним из самых опасных моментов использования данного типа, согласно отчёту, была ситуация прорыва горячих газов через прожог в оболочке ракеты. В отчёте упоминалось, что «если прожог появится рядом с баком [жидкого водорода или кислорода] или челноком, своевременное обнаружение и аварийная остановка запуска будут невозможны».
Контракт на разработку и поставку ускорителей выиграла компания «Morton Thiokol». При разработке корпуса ускорителя, желая сэкономить на времени и стоимости, инженеры заимствовали многие детали и узлы от другой твердотопливной ракеты «Титан III», хорошо зарекомендовавшей себя на службе ВВС США. Однако инженеры Morton Thiokol предложили объединять части секций с помощью соединений, изолируемых с помощью двух уплотнительных колец, которые отличались от применявшихся на «Титане». Гидравлические испытания 1977 года показали, что вода под давлением, использовавшаяся для симуляции работы ускорителя, выгибала наружу металлические стенки секции, из-за чего соединение выгибалось внутрь, при этом уплотнительные кольца переставали обеспечивать герметичность. Данный эффект, названный «вращением соединения» (англ. joint rotation), мог вызвать резкое падение давления и разрушение уплотнительных колец, а затем — прорыв струи горячих газов и разрушение соединения, что в конечном итоге могло привести к разрушению ускорителя и челнока.
Инженеры Космического центра Маршалла указывали на то, что предложенное «Thiokol» соединение частей ускорителя недопустимо. Один из инженеров предположил, что из-за вращения соединения использование второго уплотнительного кольца вообще бесполезно, однако менеджер проекта твердотопливных ускорителей Джордж Харди не придал этому особого значения и не передал отчёты инженеров подрядчику. В итоге соединение частей с помощью уплотнительных колец было допущено к полётам в 1980 году.
Признаки серьёзного повреждения уплотнительных колец проявлялись уже в ходе второй миссии STS-2 космического челнока «Колумбия». Вопреки требованиям, инженеры Космического центра Маршалла на этот раз не сообщили о проблеме руководству НАСА, решив устранить проблему напрямую с подрядчиком «Thiokol». Даже после того, как проблеме уплотнительных колец был присвоен высший уровень критичности, никто из центра Маршалла не выступил с идеей прекратить эксплуатацию челноков до полного устранения проблемы.
К 1985 году был начат процесс по перепроектированию, предусматривавший наращивание толщины соединений на три дюйма (76 мм), что могло предотвратить изгибание соединений. Однако всё это время челноки эксплуатировались с потенциально опасными ускорителями. «Thiokol» пошёл ещё дальше, сумев убедить руководство НАСА в том, что проблема уплотнительных колец «решена».
Ещё до катастрофы было установлено, что уплотнения стали повреждаться значительно больше после увеличения давления, которым испытывали уплотнительные кольца после сборки (с 50 фунтов на кв. дюйм (345 килопаскалей) до 100 фунтов на кв. дюйм (690 килопаскалей), а затем до 200 фунтов на кв. дюйм (1380 килопаскалей)). Причиной прожига колец стали возникающие при этом отверстия в замазке, через которые после старта проникали концентрированные потоки газа, разрушавшие кольца. Несмотря на то, что известно, что отверстия в замазке вызывают эрозию и что более высокое давление при проверке на утечку вызывает увеличение этих отверстий, Thiokol рекомендовал, и НАСА приняло решение применять повышенное давление, чтобы убедиться, что кольцевое соединение действительно прошло испытания на герметичность.
Thiokol обладала всей полнотой информации по зависимости эффективности уплотнительных колец от начальной температуры узла. Её инженерами было установлено, что при 100 °F (38 °C) уплотнительное кольцо сохраняло герметичность, при 75 °F (24 °C) герметичность нарушалась на 2,4 секунды, а при 50 °F (10 °C) уплотнительное кольцо было совершенно неэффективно. Особенность была в том, что при тепловом расширении работающего ускорителя кольца должны успевать увеличивать диаметр вслед за диаметром соединения, и достаточно холодные, кольца становились недостаточно эластичными для этого. Однако вследствие давления своего руководства, опасавшегося передачи подряда на поставку ускорителей другой фирме, инженеры не имели возможности довести всю серьёзность проблемы до НАСА.

### Предполётная подготовка
Первоначально миссия STS-51L должна была стартовать из Космического центра им. Джона Кеннеди 22 января. Однако задержки в графике запуска предыдущей миссии STS-61C привели к тому, что запуск «Челленджера» был отложен сначала на 23, а затем на 24 января. Из-за плохой погоды в Дакаре (там находился аэродром Трансатлантической аварийной посадки в случае вступления в силу режима аварийного прекращения полёта «шаттлов») старт был снова перенесён — уже на 25 января. В НАСА приняли решение использовать аэродром в Касабланке в случае Трансатлантической аварийной посадки, который, однако, не был оборудован для приёма шаттла в условиях ночной посадки, из-за чего старт был передвинут на утро. Из-за плохого прогноза погоды в центре Кеннеди старт был назначен на 27 января в 09:27.
В процессе проверки систем возникли проблемы с оборудованием внешнего люка челнока. Пока техники занимались её устранением, погода на стартовом столе испортилась настолько, что не позволила воспользоваться стартовым окном в этот день.

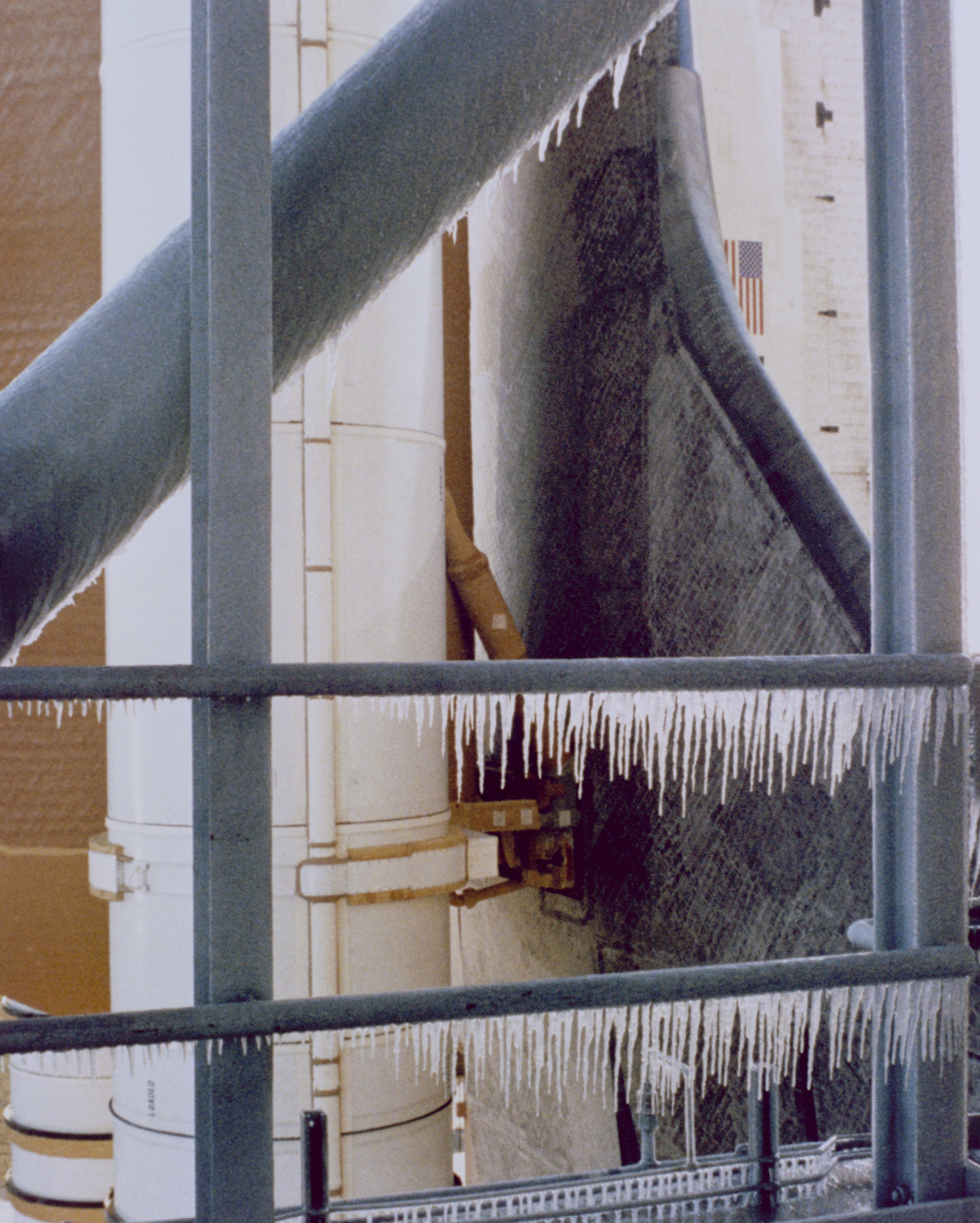
Лёд на площадке стартового стола за несколько часов до старта «Челленджера»

Утро следующего дня, 28 января, выдалось необычайно холодным — температура опустилась до отметки −1 °C, минимально допустимой для разрешения старта. Предыдущий самый «холодный» старт был проведён при температуре 12 °C. Низкая температура вызвала обеспокоенность у инженеров «Thiokol». Во время закрытой телевизионной конференции между «Thiokol» и руководством НАСА они высказывали опасения, что подобные экстремальные условия могут отрицательно сказаться на эластичности уплотнительных колец твердотопливных ускорителей, так как соединения не испытывались при температурах ниже 12 °C, и рекомендовали отложить запуск. Вместе с тем, что проблема уплотнительных колец ещё не была решена и имела высшую критичность, инженеры сомневались, что оба кольца при низкой температуре смогут сохранить герметичность соединения. Инженер компании «Thiokol» Роджер Божоли настаивал на немедленной отмене старта.
Руководство «Thiokol» поддержало своих инженеров, однако из-за постоянных задержек руководство НАСА было категорически против. Они отмели опасения о неэластичности кольца, безосновательно аргументируя тем, что в случае, если основное кольцо не сможет обеспечить герметичность, это сделает резервное. Видя категоричность НАСА, руководство «Thiokol» уступило и дало разрешение на старт.
Тем временем на площадке запуска возникло обледенение, что само по себе являлось непреодолимым препятствием для запуска. Были опасения, что обледенение может повредить плитки теплоизолирующего покрытия шаттла. Специалисты «Rockwell International» пришли к мнению, что запуск следует отложить, однако руководство не выразило твёрдого запрета старта, и руководитель миссии Арнольд Элдрич смог настоять на продолжении подготовки, лишь отложив запуск на час для повторного осмотра. В ходе этого осмотра лёд уже начал таять, и ледовая команда дала добро на запуск челнока в 11:38.

### Запуск и крушение

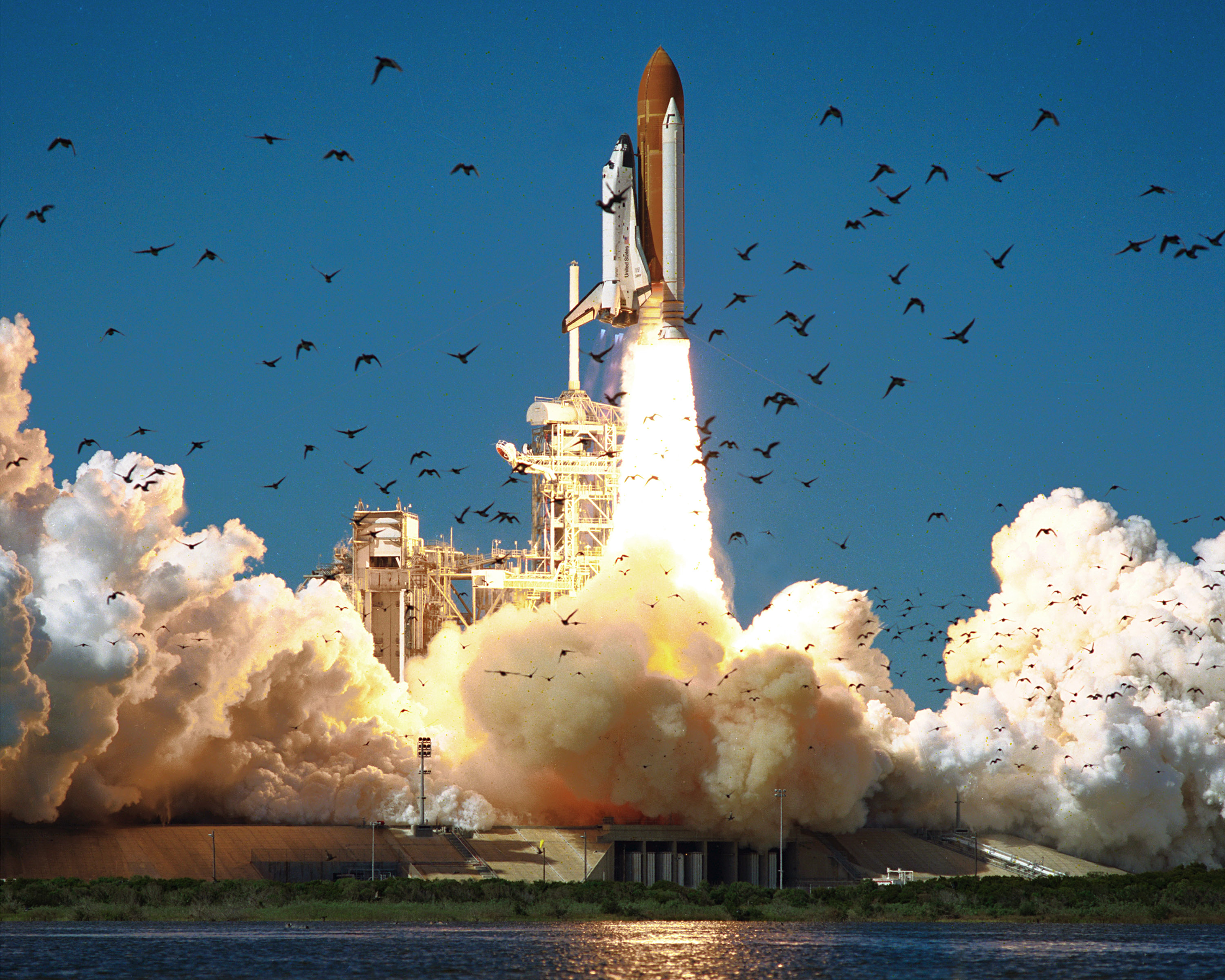
Последний старт «Челленджера»

После подготовки всё было готово к старту. За 6,6 секунды до отрыва по расписанию заработали основные двигатели челнока (англ. Space Shuttle Main Engine (SSME)), которые работали на жидком топливе и могли быть остановлены в любой момент. В 11:38:00.010 были включены и заработали двигатели твердотопливных ускорителей.

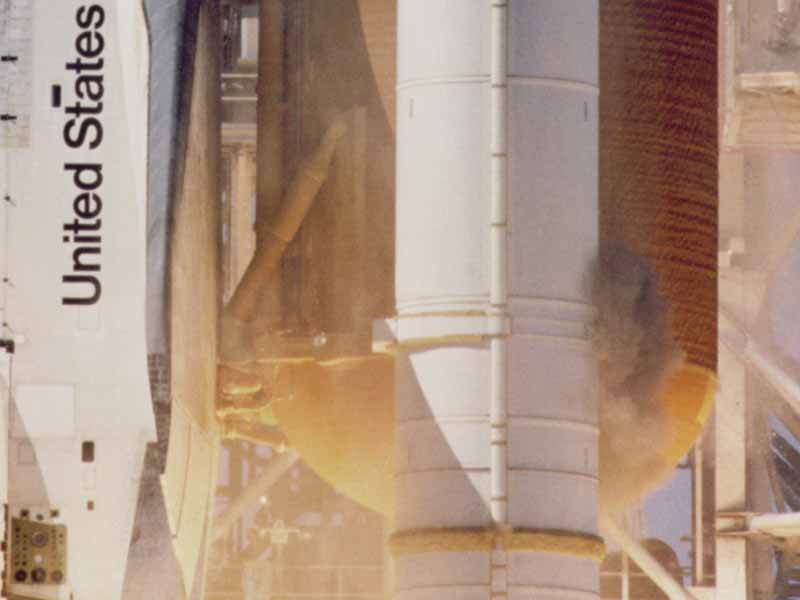
Выброс серого дыма от правого ускорителя

Анализ съёмки старта челнока показал, что спустя 0,678 секунды после старта из основания правого ускорителя в районе крепления к внешнему топливному баку вырвался серый дым. Выброс дыма периодически продолжался в течение примерно 3 секунд. Позднее было выяснено, что выбросы дыма были вызваны разгерметизацией соединения секций ускорителя от ударной нагрузки во время пуска двигателей. Соединение выгнулось внутрь, ослабив крепление и открыв путь разогретым до 2760 °C газам наружу. Подобное случалось и раньше, однако в прошлом основное уплотнительное кольцо ударом выбивалось из своего гнезда и плотно прижималось к стенкам, обеспечивая надёжную изоляцию на время работы ускорителя. Однако в этот раз из-за низкой температуры основное уплотнительное кольцо стало твёрже и потеряло эластичность (задубело), из-за чего не смогло вовремя сформировать изоляцию. Второе кольцо из-за изгиба соединения вообще не могло обеспечивать изоляцию. Образовалась утечка горячих газов, которые буквально испарили кольца в месте крепления к внешнему баку. Однако пробка из окислов алюминия, образовавшихся при сжигании топлива, временно запечатала прожог в повреждённом соединении.

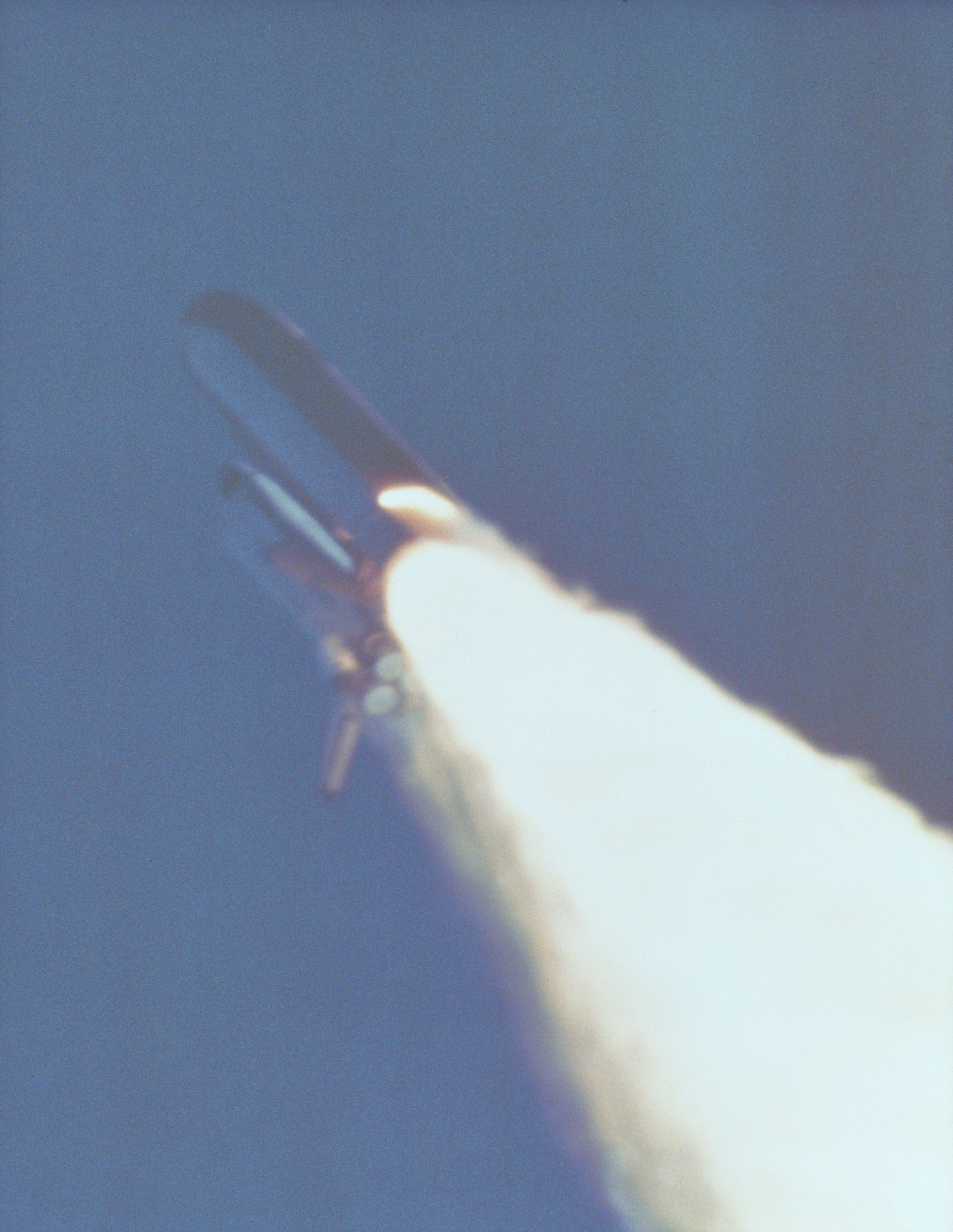
Выброс пламени из правого ускорителя. 58,778 секунды после старта

Начиная с 37-й секунды после старта и в течение 27 секунд челнок испытал влияние нескольких порывов бокового ветра. На 58-й секунде полёта на высоте более 10 км челнок испытал сильнейшее воздействие порыва бокового ветра, который отклонил его от курса на 2 градуса. Это выбило пробку из окислов, и горячие газы начали прожигать отверстие в стенке. Спустя 58,788 секунды после старта камера наблюдения зафиксировала шлейф пламени, вырывающийся у основания правого ускорителя. Давление в ускорителе начало падать, что было зафиксировано приборами. Работа двигателей полностью контролировалась бортовыми компьютерными системами, которые компенсировали дисбаланс в работе двигателей. Спустя 60,238 секунды после старта струя газов начала бить во внешний топливный бак.
Камера слежения, снимавшая полёт челнока, на 64,66 секунды полёта зафиксировала изменение формы выброса пламени, что свидетельствовало о том, что из внешнего бака начал вытекать жидкий водород. На 66,764 секунды начало падать давление во внешнем топливном баке. Катастрофические изменения в работе двигателей не были замечены ни экипажем, ни наземным контролем. На 68-й секунде были переданы последние слова члена экипажа «Челленджера»: диспетчер Ричард О. Кови (англ. Richard O. Covey) передал сообщение о начале ускорения: Челленджер, увеличивайте мощность (англ. Challenger, go at throttle up), приём которого подтвердил командир челнока: Понял, увеличиваю мощность (англ. Roger, go at throttle up).
На 72,284 секунды правый ускоритель оторвался от крепления у основания топливного бака, что вызвало резкое боковое ускорение вправо, которое, вероятно почувствовали члены экипажа.
На 73,124 секунды оболочка кормового бака с жидким водородом была нарушена, из-за чего он сошёл с креплений и с силой ударился о бак с жидким кислородом. Одновременно правый ускоритель провернулся по верхнему креплению и пробил носовой частью оболочку внешнего топливного бака, отчего тот разрушился, высвободившиеся кислород и водород смешались и сдетонировали. Огромный огненный шар поглотил «Челленджер».
Разрушение началось на 73,162 секунды полёта на высоте около 15 километров. После разрушения внешнего бака при не отделившихся и всё ещё работающих ускорителях «Челленджер» испытал перегрузку в 20 g (в 4 раза сильнее предусмотренных при разработке 5 g) и был буквально разорван на части. Ускорители наконец отделились от основания разрушенного бака и некоторое время продолжали неконтролируемый полёт вокруг разрушившегося челнока, пока не были уничтожены по команде с Земли из соображений безопасности.
Герметичная кабина экипажа челнока, выполненная из армированного алюминиевого сплава и поэтому более прочная, уцелела и продолжала движение по баллистической траектории. Её выход из облака газов и обломков зафиксировала камера слежения на 75,237 секунды на высоте 20 километров. По приблизительным подсчётам НАСА, кабина испытала перегрузки от 12 до 20 g, после чего перешла в свободное падение. По крайней мере три астронавта были живы в момент падения и некоторое время были в сознании, так как у них были включены персональные приборы подачи воздуха (англ. Personal Egress Air Packs, PEAP). Также при анализе приборной панели было выявлено, что несколько тумблеров электросистемы на месте второго пилота Майкла Дж. Смита были перемещены из положений, обычно устанавливаемых во время старта. Так как эти переключатели имеют защитные блокировочные скобы, предотвращающие их случайное переключение, скорее всего, Смит пытался с помощью них восстановить подачу электроэнергии в кабину после её отделения от останков челнока.
То, насколько долго находились в сознании оставшиеся в живых астронавты, зависит от того, удалось ли кабине сохранить герметичность. В случае практически мгновенной декомпрессии астронавты могли быть в сознании всего несколько секунд, поскольку персональные приборы подачи воздуха не обеспечивают нагнетание. Если же кабина имела незначительные пробоины, астронавты могли находиться в сознании вплоть до удара о воду. Кабина падала с высоты 20 км в течение 2 минут 45 секунд. Её скорость в момент столкновения с поверхностью Атлантического океана достигала примерно 333 км/ч, а перегрузки превысили 200 g. Выжить экипажу при таких обстоятельствах было невозможно.

## Расследование

### Поиск обломков и тел
Поиск обломков и тел начался спустя неделю после крушения силами Министерства обороны США при поддержке Береговой охраны. 7 марта на океанском дне была обнаружена кабина «шаттла» вместе с телами астронавтов внутри.
Патологоанатомами было проведено вскрытие, однако из-за продолжительного воздействия морской воды точной причины смерти астронавтов узнать не удалось.

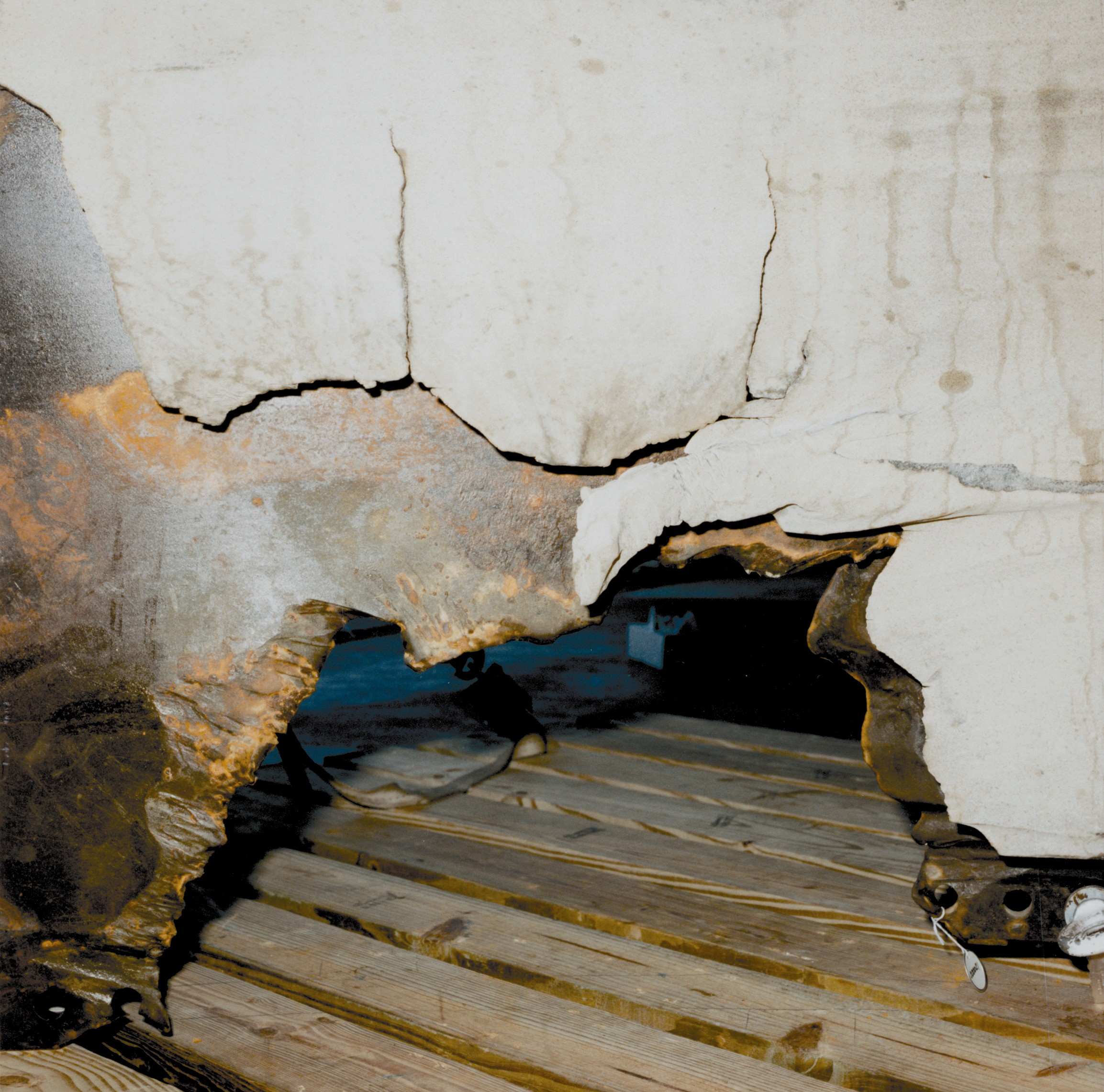
Обнаруженный фрагмент правого ускорителя. Хорошо видны разрушения, появившиеся на месте прожога оболочки

Исследование обнаруженных обломков опровергло несколько гипотез, выдвигавшихся ранее. Так, была отброшена гипотеза о том, что причиной катастрофы стали заряды системы самоуничтожения, расположенные на внешнем топливном баке, — они оказались целыми. Основные двигатели челнока тоже были найдены относительно целыми. На них были обнаружены следы теплового повреждения, вызванного воздействием богатой жидким кислородом смеси. Анализ микроконтроллеров первого и второго двигателей показал, что они работали в штатном режиме вплоть до 72-й секунды полёта, когда из-за утечки жидкого водорода упало давление и поднялась температура в камерах двигателя, из-за чего двигатели были автоматически заглушены компьютером. Анализ других частей челнока не выявил следов преждевременного разрушения или заводского брака.
Обломки твердотопливных ускорителей не имели следов взрывов (за исключением сработавшей по команде системы самоликвидации). Вместе с тем, на месте соединения кормовых секций правого ускорителя были обнаружены следы сильного прожога. По данным телеметрии, после разрушения нижнего крепления правый ускоритель начал биться головной частью о внешний топливный бак.
По мере анализа обломков большинство гипотез о разрушении челнока было отброшено. Собранных материалов, касающихся правого ускорителя, стало достаточно для выявления точной причины крушения. К 1 мая основные мероприятия по извлечению были завершены. Всего было поднято около 14 тонн обломков. Около 55 % челнока, 5 % кабины и 65 % полезной нагрузки осталось на дне Атлантики.
Обломки «Челленджера» после анализа были захоронены в бывшей ракетной шахте на мысе Канаверал (стартовый комплекс 31).

### Комиссия Роджерса

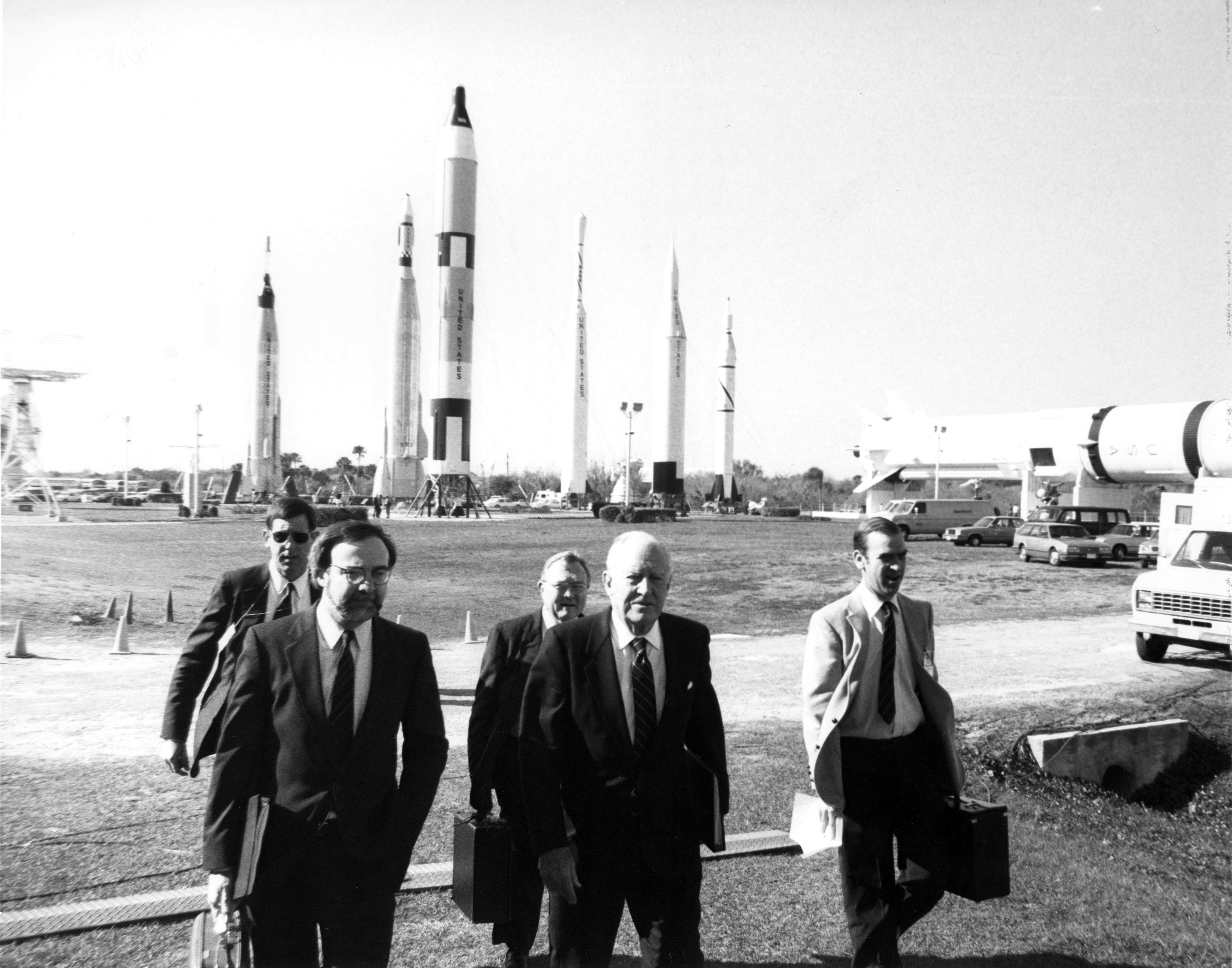
Члены комиссии Роджерса прибывают в Космический центр Кеннеди

Представители НАСА не раскрывали деталей крушения, высший руководящий состав агентства не был доступен для репортёров. В условиях отсутствия официальной информации в прессе циркулировали версии о сбое в работе внешнего топливного бака челнока. Вместе с тем, внутреннее расследование НАСА сразу сфокусировалось на твердотопливных ускорителях.
Президент США Рональд Рейган организовал Президентскую комиссию по расследованию катастрофы космического челнока «Челленджер» (англ. Presidential Commission on the Space Shuttle Challenger Accident), которая также стала известна как Комиссия Роджерса (по имени председателя Уильяма Пирса Роджерса). В неё вошли представители науки, космической и авиационной промышленности, военных ведомств, включая нобелевского лауреата по физике Ричарда Фейнмана, астронавтов Нила Армстронга и Салли Райд, генералов ВВС Чарльза Йегера и Дональда Кутины.
Комиссия работала над расследованием в течение нескольких месяцев. В итоговом отчёте комиссия указала, что причиной катастрофы стало разрушение уплотнительного кольца твердотопливного ускорителя рядом с соединением с внешним топливным баком под воздействием горячих газов, которое было вызвано конструкторскими просчётами.
Отчёт также содержал в себе анализ ситуации, которая привела к катастрофе. В нём члены комиссии констатировали, что ни НАСА, ни Thiokol не смогли адекватно отреагировать на возможный отказ уплотнительных колец из-за просчёта в конструировании ускорителей. В отчёте было указано, что об этом просчёте руководство Космического центра Маршалла знало ещё на этапе проектирования в 1977 году, однако обсуждение проблемы в нарушение правил НАСА не вышло за пределы организации, а замечания по устранению не дошли до подрядчика Thiokol. Вместо того, чтобы заново разработать узел соединения секций ускорителя, НАСА восприняло проблему как допустимый риск отказа оборудования. Даже когда стало ясно, что устранение данной проблемы является первоочередной и неотложной задачей, никто из Космического центра не выступил за немедленную приостановку программы «Спейс шаттла» до тех пор, пока конструктивный недостаток не будет устранён. Напротив, после шести успешных запусков челноков руководство центра уверилось, что проблема уплотнительных колец не является серьёзной.
В отчёте также жёстко критиковались сформировавшиеся в НАСА корпоративная этика и культура принятия решений, которые привели к запуску «Челленджера»:
|  | Это свидетельство выявило проблемы во взаимодействии, которые привели к решению запуска миссии 51L, основанному на неполной, а иногда и недостоверной информации, конфликту между инженерными данными и руководящими решениями, и которые позволяли руководству НАСА обходить проблемы безопасности полёта в обход ключевых фигур программы Спейс-шаттл. |

Комитет США по науке 29 октября 1986 года также выпустил отчёт расследования причин катастрофы «Челленджера». Согласившись с выводами Комиссии Роджерса о технических проблемах, вызвавших крушение, Комитет, однако, высказался об организационных проблемах в другом ключе:
|  | Комитет считает, что основной проблемой, повлёкшей за собой катастрофу «Челленджера», является не слабое взаимодействие между службами или выполнение предписаний, как это указано в заключении комиссии Роджерса. Основная проблема заключалась в слабой политике принятия решений по техническим вопросам, в течение нескольких лет практиковавшейся в НАСА и его подрядчиках, которые не смогли действовать в инициативном порядке для решения серьёзной проблемы в соединениях твердотопливных ускорителей. |

Комиссия также отметила, что при обсуждении возможности запуска были рассмотрены не все данные прошлых запусков. По мнению британского статистика Дэвида Хэнда, пропущенные сведения образовали так называемые тёмные данные, исключение которых привело к недооценке опасности и, как следствие, к катастрофе.

## Последствия
После катастрофы «Челленджера» все запуски челноков были приостановлены до оглашения результатов комиссии Роджерса. В отчёте были приведены 9 требований для улучшения безопасности полётов космической программы челноков. Президент Рейган затребовал от НАСА в тридцатидневный срок дать ответ, как организация планирует их выполнить.
Первое же требование касалось переделки соединения секций твердотопливного ускорителя под контролем независимой группы экспертов. В итоге соединения были переделаны, включали в себя три уплотнительных кольца, кольцевой выступ для нижней секции и исключали изгибание соединения. Кроме того, была изменена система крепления ускорителя к внешнему топливному баку. В итоге готовый ускоритель стал весить на 200 кг больше.
Выполняя требования комиссии, НАСА создало офис по безопасности, надёжности и контролю качества (англ. Office of Safety, Reliability and Quality Assurance), возглавляемый помощником администратора НАСА, который подчинён непосредственно администратору агентства. Первым главой нового ведомства стал Джордж Мартин из «Martin Marietta».
Излишне оптимистичная программа запусков «шаттлов» была подвергнута комиссией Роджерса критике в качестве возможной причины, внёсшую свою лепту в поспешность запуска «Челледжера» и его крушение. НАСА внесла поправки в расписание для снижения нагрузки на шаттлы. На замену «Челленджеру» был построен челнок «Индевор», а запуски военных спутников, которые планировались выводить на орбиту челноками, стали проводить с помощью одноразовых ракет-носителей. В дополнение к этому, в августе 1986 года Рейган объявил, что «шаттлы» не будут выводить на орбиту и коммерческие спутники. В итоге запуск следующей миссии STS-26 по программе «Спейс шаттл» был разрешён только после 32-месячной паузы, 29 сентября 1988 года.
Для запусков шаттлов с засекреченными военными спутниками ВВС США перестроила стартовую площадку SLC-6 на базе Ванденберг. Первый старт «шаттла» для военных нужд был запланирован на 15 июля 1986 года, однако катастрофа привела к тому, что руководство ВВС предпочло отказаться от запусков военных спутников с помощью программы «Спейс шаттл» в пользу ракет-носителей Titan IV.
Несмотря на усилия НАСА по устранению проблем, приведших к катастрофе, многие специалисты высказали мнение, что изменения, затронувшие организационную структуру и культуру принятия решений, не смогли закрепиться. После катастрофы челнока «Колумбия» в 2003 году комиссия по расследованию причин катастрофы (англ. Columbia Accident Investigation Board, CAIB) пришла к выводу, что НАСА так и не смогла извлечь уроков из катастрофы «Челленджера». В частности, агентство так и не создало по-настоящему независимое ведомство по надзору за безопасностью полётов. Комиссия отметила, что «Ответные действия НАСА не соответствовали видению Комиссии Роджерса». Комиссия была убеждена, что организационные проблемы, приведшие к гибели «Челленджера», не были исправлены, и что тот же процесс нечёткого принятия решений так же оказал влияние на разрушение челнока «Колумбия» 17 лет спустя.

## Влияние на массовую культуру
За запуском наблюдало множество зрителей, так как среди экипажа на корабле находилась Криста Маколифф, первый участник проекта «Учитель в космосе». Средства массовой информации освещали катастрофу с небывалой масштабностью: одно из исследований показало, что 85 % опрошенных американцев узнали о катастрофе в течение часа после того, как она произошла. Одно из исследований, проведенных после катастрофы, показало, что только два события в американской истории получали подобный резонанс в обществе: убийство Джона Кеннеди и смерть Франклина Рузвельта.
На основе произошедших событий в 1990 году был снят телефильм «Челленджер» c Карен Аллен и Питером Бойлом в главных ролях, а в 2013 году вышел телефильм «Катастрофа Челленджера».
В 2019 году вышел фильм «Катастрофа Челленджера», повествующий о событиях, произошедших накануне катастрофы, в которых инженер одного из подрядчиков НАСА пытался предотвратить запуск шаттла.
Начальные титры фильма «Звёздный путь 4: Путешествие домой», вышедшего в том же 1986 году, гласят: «Актёры и съёмочная группа фильма „Звёздный путь“ посвящают этот фильм команде космического корабля „Челленджер“, чей героический дух будет жить и в 23-м веке, и дальше…».